# روی خط (فیلم ۲۰۰۱)
روی خط (به انگلیسی: On the Line) یک فیلم کمدی رمانتیک آمریکایی محصول سال ۲۰۰۱ با بازی لنس بس، جوی فاتونه، داو تیفنباک و امانوئل شریکی است. این فیلم توسط اریک بروس کارگردانی شده و توسط اریک آرونسون و پل استانتون بر اساس فیلم کوتاه آنها به همین نام نوشته شده‌است.

## داستان
یک کارمند تبلیغاتی خجالتی با دختر رؤیایی خود در قطاری ملاقات می‌کند، اما به یاد نمی‌آورد که شماره تلفن او را بگیرد و در نتیجه به جستجوی همه‌جانبه برای دختر پیگیر می‌شود و …

## بازخوردها
این فیلم به‌شدت مورد انتقاد قرار گرفت، به‌ویژه توسط راجر ایبرت، که گفت این فیلم «... فیلم وحشتناکی است که به سختی از طریق طرح داستانی چنان ساختگی می‌گذرد که تنها چیز واقعی در مورد آن طول آن است».
در سایت راتن تومیتوز، این فیلم بر اساس ۷۰ نقد، ۱۹ درصد محبوبیت با میانگین امتیاز ۳٫۷ از ۱۰ را دارد.